# Atna Peaks
Atna Peaks — zerodowany stratowulkan lub wulkan tarczowy w Górach Wrangla we wschodniej Alasce. Położony jest na terenie Parku Narodowego Wrangla-Świętego Eliasza, około 10 km na wschód od Mount Blackburn, będącej drugim najwyższym wulkanem Stanów Zjednoczonych oraz na południe od Lodowca Nabesna. Góra prawie całkowicie pokryta jest lodowcami.
Główny szczyt góry wznosi się na wysokość 4225 m n.p.m. Drugi, położony ok. 1 km na wschód od głównego, znajduje się na wysokości 4150 m n.p.m. Trzeci, noszący nazwę Parka Peak znajduje się 3 km dalej na wschód, za pokrytym lodowcem siodłem. Jego wysokość wynosi 4048 m n.p.m. Strome, skaliste zbocza tych trzech szczytów tworzą fragment cyrku lodowca Kennicott, który ciągnie się na ponad 32 km na południowy zachód, kończąc w pobliżu miasta McCarthy.
Nazwa góry została nadana przez Alexa Bittenbindera, Dona Stockarda i Vina Hoemana z Mountaineering Club of Alaska w 1965 roku, w ramach pierwszego wejścia. W uzasadnieniu podano: "szczyty są na krawędzi zlewiska Rzeki Miedzianej a staroindiańska nazwa tej rzeki brzmi Atna.